# لیگووکو
لیگووکو (به لاتین: Ligówko) یک روستا در لهستان است که در گمینا موخووو واقع شده‌است.